# Нзело-Лемби, Эрве
Эрве́ Нзело́-Лемби́ (фр. Hervé Nzelo-Lembi; 25 августа 1975, Киншаса, Заир) — конголезский футболист, защитник.

## Биография
Начал заниматься футболом в 1983 году в клубе «Бингу», занимался там до 1990 года. Позже играл профессионально за клуб «Вита» (Киншаса). В июле 1992 года был куплен бельгийским клубом «Локерен» за 400 тысяч евро.
В 1995 году перешёл в «Брюгге», где стал одним из лидеров команды. В июле 2002 года куплен немецкой командой «Кайзерслаутерн» за 2,5 млн. евро. В конце июня 2006 года был куплен донецким «Металлургом», контракт был подписан на два года. Уже летом 2007 года перешёл в «Жерминаль Беерсхот».
В сборной Демократической Республики Конго играл с 1994 года по 2005 год и провёл 30 матчей и забил 2 гола.
Эрве кроме гражданства Демократической Республики Конго имеет бельгийское.

## Достижения
Брюгге
- Чемпион Бельгии (3): 1995/96, 1997/98, 2002/03
- Обладатель Кубка Бельгии (2): 1995/96, 2001/02
- Обладатель Суперкубка Бельгии (3): 1996, 1998, 2002

Кайзерслаутерн
- Финалист Кубка Германии (1): 2002/03